# سانتا ماريا نوفا (ماركي)
سانتا ماريا نوفا هي كومونا (بلدية) في مقاطعة أنكونا في منطقة ماركي الإيطالية، تقع على بعد حوالي 20 كم من جنوب غرب أنكونا.
تشترك سانتا ماريا نوفا في حدودها مع البلديات التالية: فيلوترانو، ييزي، أوزيمو، بولفيريغي.

## السكان
في سنة 1861 بلغ عدد السكان 2٬493 نسمة، وتطور العدد ليصل في سنة 2011 لـ 4٬199 نسمة.
يظهر هذا المخطط البياني تطور النمو السكاني لـ سانتا ماريا نوفا (ماركي)